# 仁王山
仁王山（韓語：인왕산），位於韓國首爾鐘路區和西大門區弘濟洞的一座山峰，高338米（1,109英尺）。歷史上， 不少知名的畫作如鄭敾的仁王霽色圖都以仁王山為背景。

## 圖片集

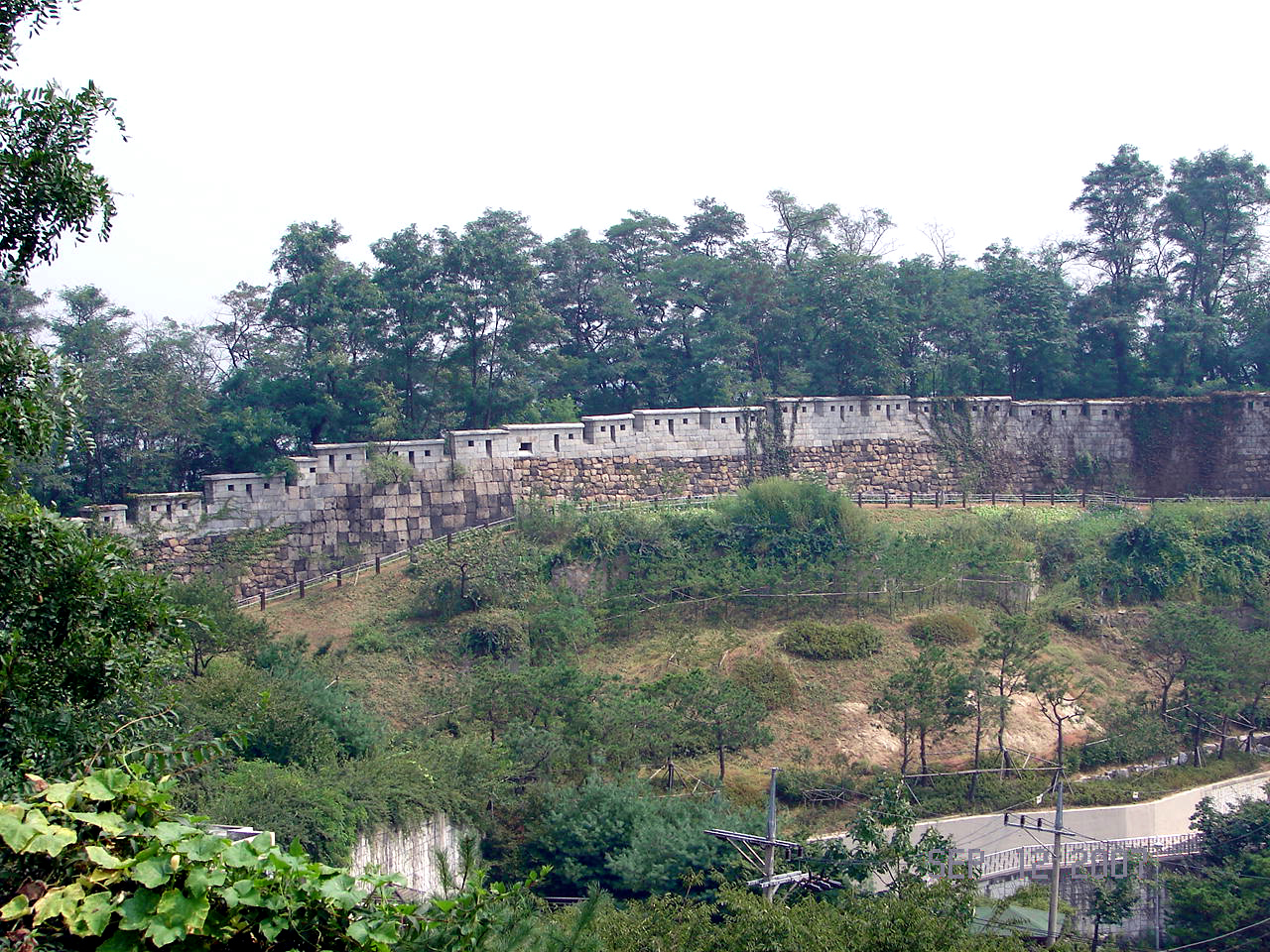
首爾沿仁王山的城牆
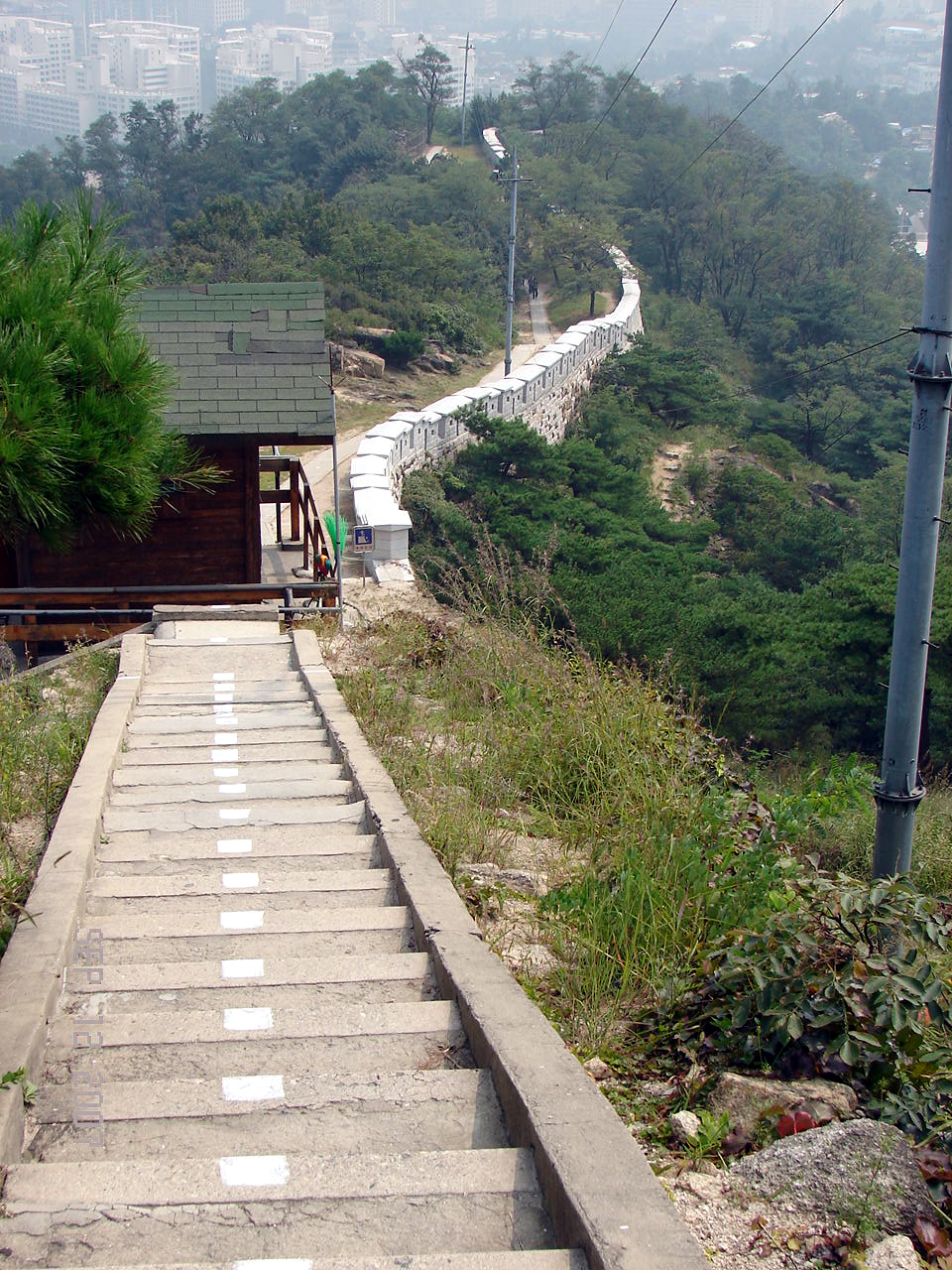
仁王山的城牆和梯級
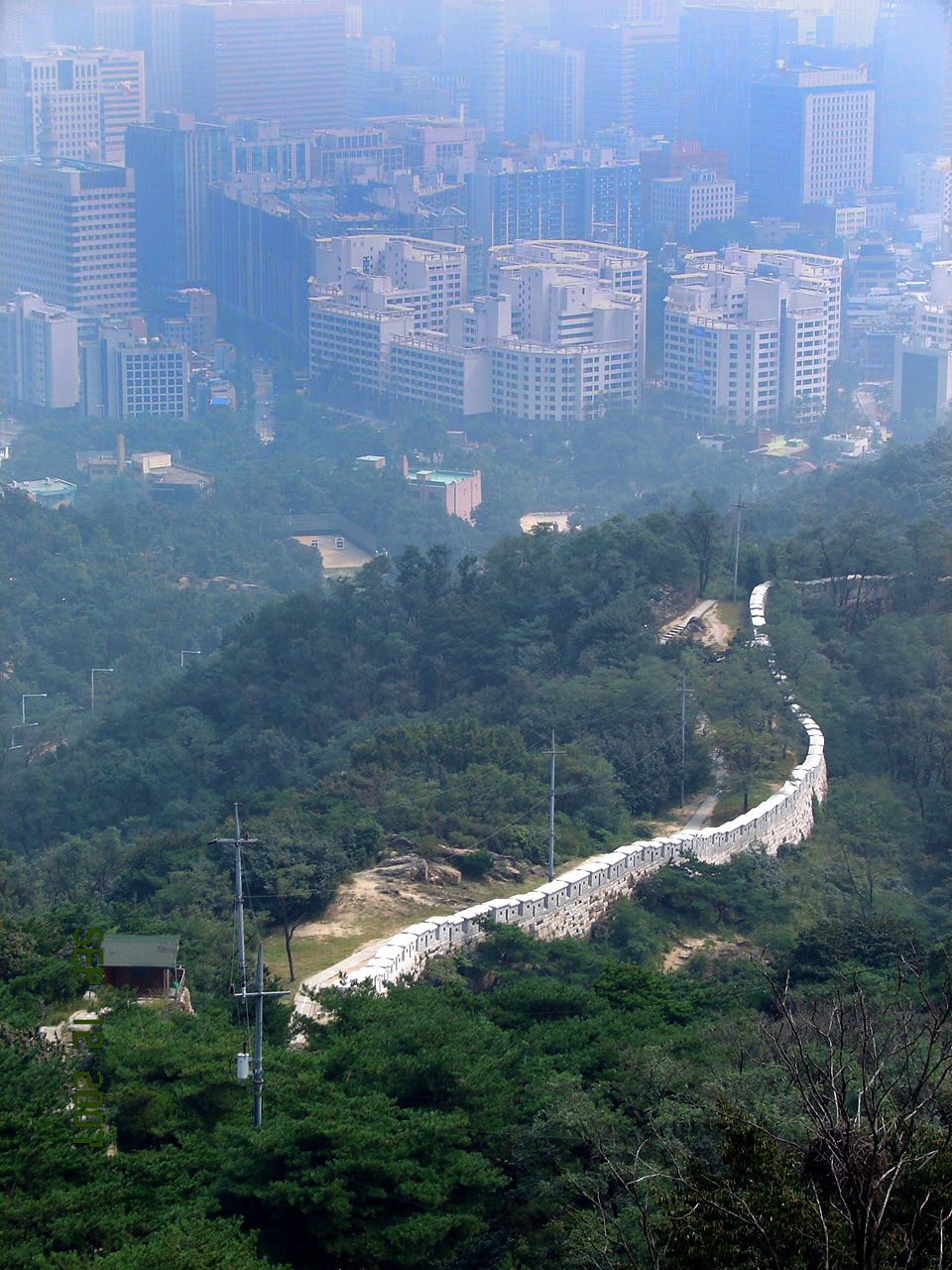
仁王山的城牆，遠處為首爾
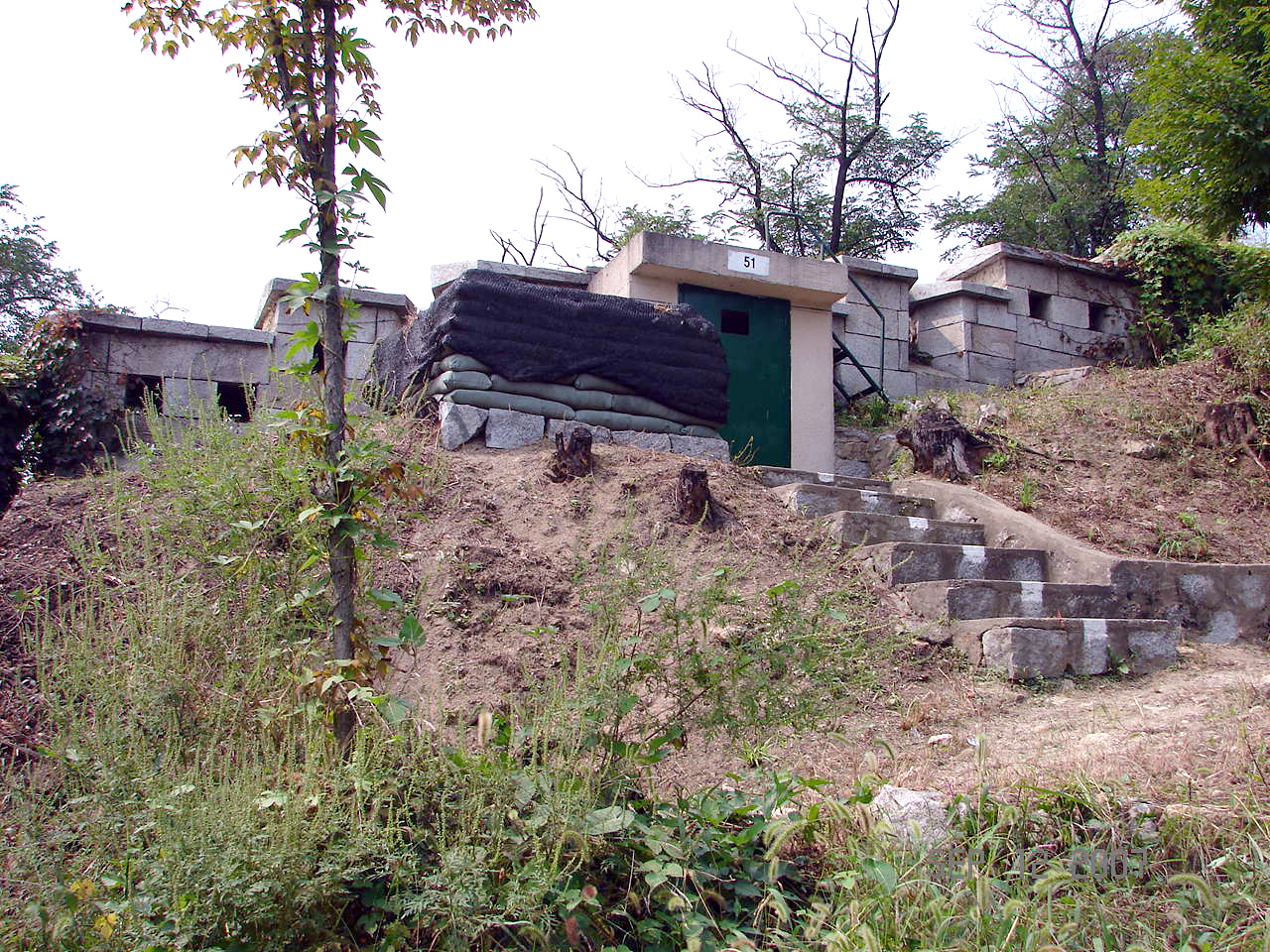
仁王山近山頂處
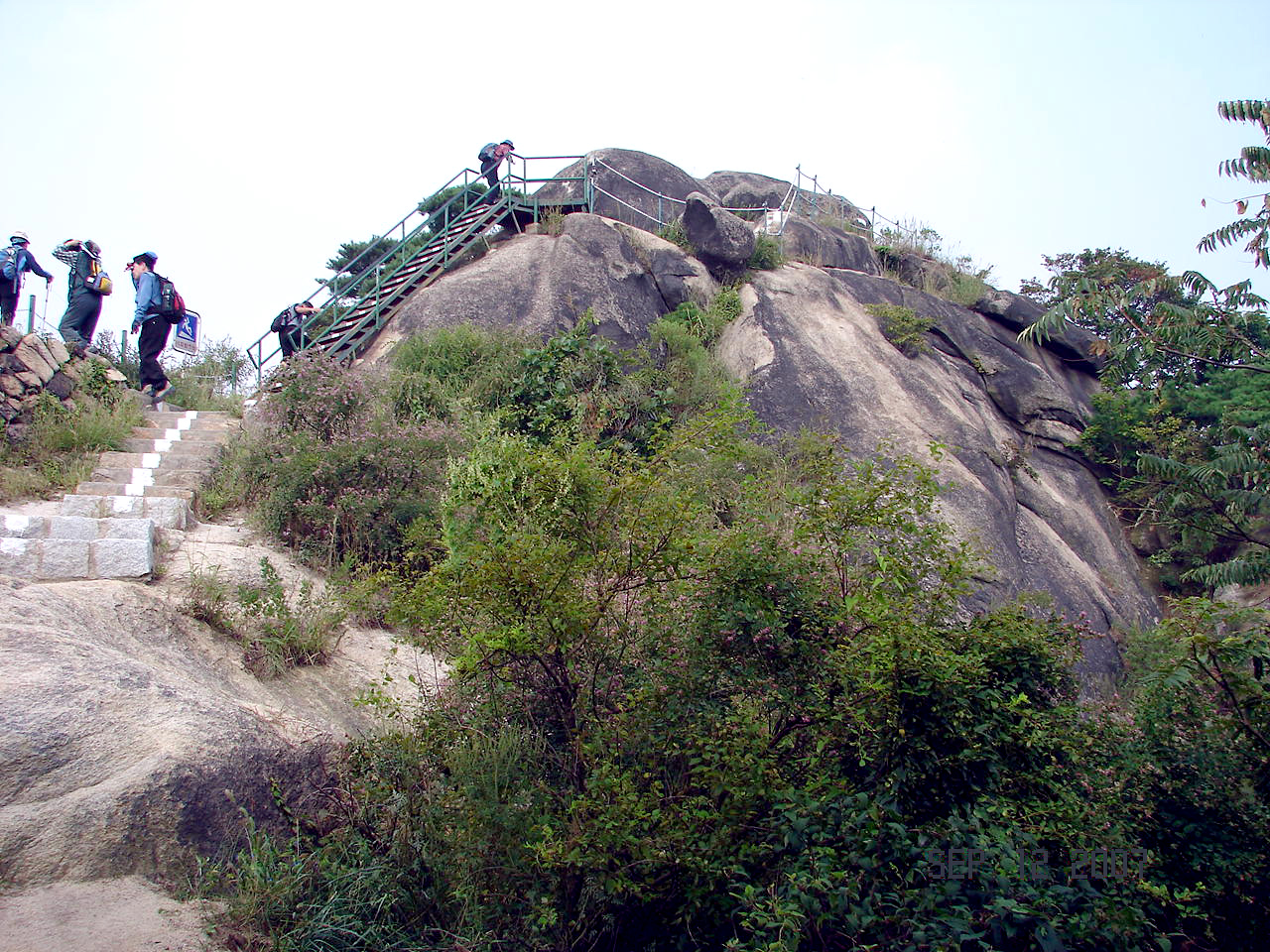
仁王山山頂